# Шитембо
Шитембо (порт. Chitembo) — муниципалитет в Анголе, входящий в провинцию Бие. Площадь 19 098 км2, население на 2006 год — 197 561 человек. Плотность населения — 10,3 человек на 1 км2. Крупнейший город — Шитембо с населением 4071 человек.